# Edwin Hodge
Edwin Hodge (Jacksonville, Carolina del Norte, 26 de enero de 1985) es un actor estadounidense de ascendencia dominicana. Es el hermano mayor del actor Aldis Hodge.

## Biografía
Edwin Martel Basil Hodge nació el 26 de enero de 1985 en Jacksonville, Carolina del Norte, de Aldis Hodge y Yolette Evangeline Richardson, pero fue criado en Nueva York. La madre de Hodge es del estado de Florida y su padre es dominicano. Recientemente actuó en un episodio de la serie de TNT Leverage que es protagonizada por su hermano menor. También actuó en un episodio de One Tree Hill.

## Filmografía

### Cine
| Título                                               | Papel                      |
| ---------------------------------------------------- | -------------------------- |
| Die Hard with a Vengeance (1995)                     | Amigo de Dexter            |
| The Long Kiss Goodnight (1996)                       | Todd Henessey              |
| Shadow Zone: My Teacher Ate My Homework (1997)       | Cody                       |
| The Breaks (1999)                                    | Tiki                       |
| Big Momma's House (2000)                             | Adolescente #1             |
| In My Life (2002)                                    |                            |
| A Light in the Forest (2002)                         | Krebs                      |
| Coastlines (2002)                                    | Roy                        |
| Hangman's Curse (2003)                               | Blake Hornsby              |
| National Lampoon Presents Dorm Daze (2003)           | Tony                       |
| Debating Robert Lee (2004)                           | Elliot Davis               |
| The Alamo (2004)                                     | Joe                        |
| The Cure for a Diseased Life (2004)                  | (escenas eliminadas) Julio |
| Control (2005)                                       | Kieran                     |
| Fighting the Odds: The Marilyn Gambrell Story (2005) | Darnell                    |
| All the Boys Love Mandy Lane (2006)                  | Bird                       |
| Beautiful Loser (2008)                               | Morgan (adolescente)       |
| Kill Theory (2009)                                   | (no acreditado) Paul       |
| Young Americans (2010)                               | Bryce                      |
| Red Dawn (2012)                                      | Danny                      |
| The Purge (2013)                                     | Dwayne/Dante Bishop        |
| The Purge: Anarchy (2014)                            | Dwayne/Dante Bishop        |
| As above so below (2014)                             | Benji                      |
| The Purge: Election Year (2016)                      | Dwayne/Dante Bishop        |

### Televisión
| Año       | Programa            | Papel                     | Aparición               |
| --------- | ------------------- | ------------------------- | ----------------------- |
| 1995      | New York Undercover | Memo                      | Amigo de Hombre         |
| 1998      | 7th Heaven          | Chico #1                  | ...And a Nice Chianti   |
| 2000      | Angel               | Kennan                    | First Impressions       |
| 2001      | Grounded for Life   | Chico #2                  | Jimmy's Got a Gun       |
| 2000–2002 | Boston Public       | Jamaal Crenshaw           | (13 episodios)          |
| 2003      | Touched by an Angel | Jesse                     | As It Is in Heaven      |
| 2004–2005 | Jack & Bobby        | Marcus Ride               | (5 episodios)           |
| 2005      | Cold Case           | Vaughn Bubley (a los 18)  | Patrick Bubley          |
| 2006      | Invasion            | Brett                     | (4 episodios)           |
| 2006      | Grey's Anatomy      | Greg Stanton              | Let the Angels Commit   |
| 2009      | Ghost Whisperer     | John                      | Ghost Busted            |
| 2009      | Heroes              | Joven Charles Deveaux     | Chapter Ten '1961'      |
| 2009      | Bones               | Robert Hooper             | The Beaver in the Otter |
| 2009      | Mental              | Malcolm Darius Washington | (12 episodios)          |
| 2010      | Leverage            | Billy Epping              | The Jailhouse Job       |